# بریج‌پورت (نیوجرسی)
بریج‌پورت (به انگلیسی: Bridgeport) یک منطقهٔ مسکونی در ایالات متحده آمریکا است که در نیوجرسی واقع شده‌است. بریج‌پورت ۵۰۴ نفر جمعیت دارد و ۷٫۹۲ متر بالاتر از سطح دریا واقع شده‌است.